# إبراهيم كريم
إبراهيم كريم هو ابن المهندس المعماري المشهور سيد كريم. ومؤسس علم التشكيل الهندسي ذات التأثير الحيوي (Bio-Geometry). وهو علم مستمد من علوم المصريين القدماء. له كثير من براءات الاختراع المختصة بتأثير الأشكال الهندسية على الوظائف الحيوية والمعتمدة من أكاديمية البحث العلمي. وقد حصل على تسجيل الملكية الفكرية لعلم الاشكال الهندسية الحيوية في الهيئة الملكية الفكرية العالمية بسويسرا عام 1992 و2000.
ألف بعض الكتب المتخصصة بمجال هذا العلم الحديث والذي يربط بين التعريف بالطاقة الحيوية، النظريات العلمية القائمة عليه وبعض التطبيقات التي يتم استخدامها في عدة مجالات مثل التصميم المعماري، النباتات والمياه وعلاج بعض الأمراض.

## من مؤلفاته
- عودة إلى المستقبل من أجل الإنسان Back to future for mankind[2][3]
- كما أشرف على تأليف كتاب يُسمى مومنتو 13 [4]، تتكلم مؤلفتها ميلينا، المهندسة المعمارية، عن علم الطاقة الحيوية والانسجام مع البيئة والعالم، وأعطى تقديماً له.[5]